# ジョージ・シートン
ジョージ・シートン（George Seaton, 1911年4月17日 - 1979年7月28日）はアメリカ合衆国インディアナ州出身の映画監督・脚本家。

## 略歴
デトロイトでラジオ番組に出演していたが、脚本家を目指してニューヨークに移る。
1945年に映画監督としてデビュー。1947年の『三十四丁目の奇蹟』と1954年の『喝采』でアカデミー脚色賞を受賞。

## 主な作品
- 聖処女 The Song of Bernadette （1943年） 脚本
- 三十四丁目の奇蹟 Miracle on 34th Street （1947年） 監督・脚本
- 大空輸 The Big Lift （1950年） 監督・脚本
- ニューヨークの異邦人 Anything Can Happen （1952年） 監督・脚本
- 喝采 The Country Girl （1954年） 監督・脚本・製作
- 誇りと冒涜 The Proud and Profane （1956年） 監督・脚本
- 先生のお気に入り Teacher's Pet （1958年） 監督
- 結婚泥棒 The Pleasure of His Company （1961年） 監督
- 偽の売国奴The Counterfeit Traitor （1962年） 監督・脚本
- 零下の敵 The Hook （1962年） 監督
- 36時間 36 Hours （1964年） 監督・脚本
- 大空港 Airport （1970年） 監督・脚本
- 対決 Showdown（1973年）監督